# KF Besiana
Der KF Besiana (Klubi Futbollistik Besiana) ist ein Fußballverein mit Sitz in Podujeva, Kosovo. Der Club wurde 1984 gegründet und spielte bis zur Saison 2008/09 in der höchsten Liga Kosovos, der Raiffeisen Superliga. Während der Saison 2010/11 zog man sich aus der zweitklassigen Liga e Parë zurück und spielt somit seit 2011/12 nur noch drittklassig in der Liga e Dytë.

## Geschichte
Die Mannschaft feierte 2001/02 den einzigen Meistertitel in der Vereinshistorie. In der Saison 2008/09 konnte die Mannschaft nicht am Ligapokal teilnehmen, weil der Verein im Stadion von KF Llapi spielt und kein Rasen zur Verfügung stand. Ein neues Stadion ist in Planung. Zwischen KF Besiana und dem türkischen Club Fenerbahçe Istanbul besteht eine Fanfreundschaft.